# Пролив Дмитрия Лаптева
Проли́́в Дми́трия Ла́птева — пролив между островом Большой Ляховский и материком Евразией. Пролив относится к морю Лаптевых и соединяет его с Восточно-Сибирским морем.
Длина 115 км, ширина 50—61 км, глубина 11—16 м. Берега низменные. Большую часть года пролив покрыт льдом. По берегам пролива выходы на поверхность ископаемого льда.
Южный (материковый) берег пролива (от мыса Святой Нос на западе до устья реки Кондратьева на востоке) носит наименование Берег Ойогос-Яр.
Пролив назван в честь Дмитрия Яковлевича Лаптева, открывшего его в 1740 году.
До начала XIX века в проливе находился остров Диомида, состоявший изо льда с породами земли, после вытаивания которого остров превратился в подводную банку (мелководье).